# Ivaldo Ribeiro Dantas
Ivaldo Ribeiro Dantas (São José de Mipibu, 1913 — ?) foi um major do exército brasileiro.
Major Ivaldo Ribeiro Dantas, então 1º Sargento, da 8ª Cia do 11º Regimento de Infantaria (Regimento Tiradentes), da Força Expedicionária Brasileira - FEB.